# Cerapachys dumbletoni
Cerapachys dumbletoni är en myrart som först beskrevs av Wilson 1957.  Cerapachys dumbletoni ingår i släktet Cerapachys och familjen myror. Inga underarter finns listade.